# Crnilište
Crnilište (makedonska: Црнилиште) är en ort i Nordmakedonien. Den ligger i kommunen Dolneni, i den centrala delen av landet, 50 kilometer söder om huvudstaden Skopje. Crnilište ligger 648 meter över havet och antalet invånare är 1 303.